# Prometopiops politus
Prometopiops politus är en tvåvingeart som beskrevs av Townsend 1927. Prometopiops politus ingår i släktet Prometopiops och familjen parasitflugor. Inga underarter finns listade i Catalogue of Life.